# Savelletri
Savelletri is een plaats (frazione) in de Italiaanse gemeente Fasano. De plaats, met eigen haven aan de Adriatische zee, ligt hemelsbreed ongeveer 52 kilometer van Brindisi.

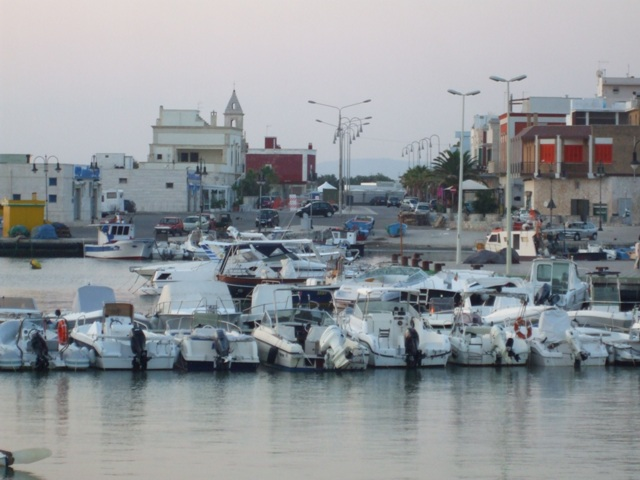
De haven van Savelletri